# Digne-les-Bains
Digne-les-Bains en francés (Dinha en occitano, en español áurico, Diña) es una localidad y comuna francesa situada en el departamento de Alpes de Alta Provenza, en la región de Provenza-Alpes-Costa Azul.
El gentilicio en francés es dignois. Hasta el 25 de junio de 1988 el nombre de la localidad era Digne.

## Geografía
Situada en el cruce de tres valles, Digne marcaba una etapa casi obligada en la ruta de las llanuras a los Alpes, no solo para los rebaños, sino también para la sal.
Se fundó una aldea, en el vado, al que sucedería un puente, frecuentemente destruido pero también reconstruido.

## Demografía
| 3 180 | lac. | 3 362 | 3 621 | 4 572 | 6 365 | 4 942 | 4 781 | 5 421 | 6 485 | 7 002 | 6 877 | 7 222 | 6 771 | 7 083 | 7 261 | 7 276 | 7 238 | 7 456 | 7 317 | 6 302 | 6 737 | 7 051 | 7 623 | 9 342 | 10 436 | 12 460 | 14 661 | 15 416 | 15 149 | 16 087 | 16 064 |
| Para los censos de 1962 a 1999 la población legal corresponde a la población sin duplicidades (Fuente: INSEE [Consultar]) |      |       |       |       |       |       |       |       |       |       |       |       |       |       |       |       |       |       |       |       |       |       |       |       |        |        |        |        |        |        |        |

| 1962   | 1968   | 1975   | 1982   | 1990   | 1999   |
| ------ | ------ | ------ | ------ | ------ | ------ |
| 12 679 | 14 885 | 15 701 | 15 512 | 16 614 | 16 757 |

## Administración y política
En el referendo sobre la Constitución Europea ganó el no con un 56,27% de los votos.
Algunos resultados electorales recientes (primeras vueltas del sistema francés):
| Extrema izquierda | Dos listas de izquierda (socialistas, comunistas y otros) | Ecologistas | Cuatro listas de la derecha tradicional | Frente Nacional | Extrema derecha | Otras tres listas |
| ----------------- | --------------------------------------------------------- | ----------- | --------------------------------------- | --------------- | --------------- | ----------------- |
| 3,5%              | 46,7%                                                     | 2,9%        | 26,0%                                   | 15,1%           | 2,8%            | 3,0%              |

## Economía
Según el censo de 1999, la distribución de la población activa por sectores era:
| agricultura | industria | construcción | servicios |
| ----------- | --------- | ------------ | --------- |
| 1,1%        | 5,0%      | 5,5%         | 88,4%     |

## Historia
De antiguo origen, la que los romanos llamaron Dinia entra en la historia escrita con Plinio el Joven, que la cita como capital de los bodiontici (o brondiontii), pueblo sometido por Augusto en 14aC. Con la romanización, Digne se benefició de las vías de comunicación romanas.
El reinado de Carlomagno aportó una era de paz a la región, lo que permitió que se reemprediera la actividad económica.
La dislocación del Imperio carolingio marcó el inicio de un nuevo periodo de inseguridad. Sólidamente implantados en el massif des Maures, los sarracenos hicieron frecuentes incursiones en Alta Provenza, y Digne no escapó a ellas. El burgo en torno a su catedral se rodeó de fortificaciones, de las que el único vestigio que queda es un paño de muro. Tres puertas cerraban la ciudad: la de Savines, la de Notre-Dame-La-Belle y la porte Laurence, todas ellas desaparecidas.
Los obispos de Digne hicieron construir un castillo a fines del siglo XI y principios del XII, sobre cuyos cimientos se erige hoy la prisión de Saint-Charles. Alrededor de esta fortificación se desarrolló una población, la Cité, que corresponde en líneas generales al actual casco antiguo; la línea de las fortificaciones es bien visible en el planteamiento de la villa.
Beneficiada de una defensa segura, la Cité suplantó al burgo, que conservó su catedral, reconstruida en el siglo XIII y alrededor de la que se desarrollaban ferias y mercados.
El obispo Antoine de Guiramand mandó iniciar las obras de la iglesia de Saint Jerôme en 1490, que acabarían diez años después.
Villa feudal bajo jurisdicción de los obispos, la ciudad de Digne fue nombrada cabeza de bailía en 1237, bajo Carlos I de Anjou.
Por edicto de septiembre de 1535, Francisco I reorganizó la justicia en el condado de Provenza, y Digne fue nombrada senescalía. Así añadió a su papel de ciudad de paso y centro comercial una actividad judicial importante.
Así durante la mayor parte del siglo XVI, la ciudad prospera, pero, debido a las guerras de religión y al asedio de las tropas reales contra la Liga Católica de 1591, la catedral de Notre-Dame du Bourg resulta destruida y despojada de su rico mobiliario. 
El burgo perdió su prestigio y los canónigos se trasladaron a Saint Jérôme. El siglo XVI y el primer tercio del XVII marcaron el apogeo de "Digne l'ancienne" que agrupaba entonces entre sus muros a una población de 10 000 habitantes, en un espacio restringido y en unas condiciones higiénicas que favorecieron la propagación de la peste de 1629, que mató a 7000 de sus habitantes.
Desde entonces la ciudad entró en un largo periodo de estancamiento y en 1780 no tenía ya más que 3.000 habitantes.
Hay que esperar a la Revolución francesa de 1789 para que se modifiquen las circunstancias de la villa. Elegida por su posición geográfica capital del departamento de los Bajos Alpes, Digne vuelve a ser sede episcopal y centro administrativo.
En 1862 se publica uno de los títulos más importantes de la literatura francesa y mundial,  “Los Miserables” , monumental novela escrita por Victor Hugo. Aunque se desarrolla en gran medida en París, Digne ya aparece en el primer párrafo siendo el escenario inicial de la obra y parte fundamental de la misma con motivo de las andanzas de su obispo y de su influencia capital sobre el devenir del personaje principal en la novela.
En agosto de 1944 la ciudad fue duramente dañada por un bombardeo.
En 1862 se anexionó Courbons, Gaubert y Les Sièyes. El primero de marzo de 1974 incorporó Les Dourbes.
El 24 de marzo de 2015 un avión de la compañía de bajo coste Germanwings, propiedad de Lufthansa, que cubría la ruta Barcelona-Düsseldorf se estrelló en una zona de difícil acceso próxima a esta localidad.

## Hermanamientos
- Bad Mergentheim (Alemania)
- Borgomanero (Italia)
- Douma (Líbano)